# III Галски легион
III Галски легион (Legio III Gallica) е легион на римската войска, създаден от Гай Юлий Цезар около 49 пр.н.е. за гражданската война против републиканците на Гней Помпей. Допълнителното име Галика означава, че вероятно рекрутите идват от галските провинции. Легионът е актив до началото на 4 век в Сирия. Символът на легиона е бик.
Легионът взема участие във всички походи на Цезар, включително и в битката при Фарсала и битката при Мунда. След Цезар легионът III Галика е интегриран във войската на Марк Антоний за неговите походи срещу партрите. Той е част от войските на Фулвия и Луций Антоний (съпругата и братът на Марк Антоний), създадени против Октавиан, и е обкръжен до отказване през зимата на 41 пр.н.е. в Перуджа. След битката при Акциум през 31 пр.н.е. и самоубийството на Антоний, III Галика е стациониран в Сирия до 323 г.